# Kara Bogaz Goł
Kara Bogaz Goł (turkm.: Garabogazköl; ros. Кара-Богаз-Гол, Kara-Bogaz-Goł, dawniej ros. Карабугаз, Karabugaz) – bezodpływowe jezioro, dawniej zatoka Morza Kaspijskiego, znajdująca się na terytorium Turkmenistanu. 
Od 1980 roku została oddzielona od Morza Kaspijskiego tamą (dawniej połączone było cieśniną o tej samej nazwie), w celu zmniejszenia tempa obniżania się poziomu Morza Kaspijskiego. W 1983 całkiem wyschło, od 1984 znów zaczęto doprowadzać wodę z morza (ok. 2 km³/rok), a w 1992 odnowiono dopływ wody. Zarys brzegów, powierzchnia (ok. 18 tys. km²) i głębokość (maks. 3,5 m) w ciągu roku zmienna. Południowe brzegi bagniste, wschodnie i północne zajmuje step i półpustynia. Obecnie jezioro ulega wysychaniu (podobnie jak znajdujące się kilkaset kilometrów na wschód Jezioro Aralskie) i na jego miejscu powstaje słona toksyczna pustynia. Znajdują się tam największe na świecie złoża mirabilitu (soli glauberskiej).